# Chris Sutton (motociclista)
|  | Per a altres significats, vegeu «Chris Sutton». |

Chris Sutton   (Chobham, 14 de novembre de 1959), conegut familiarment com a Sooty, és un antic pilot de trial anglès que destacà en competició al Regne Unit al tombant de la dècada del 1970. Després d'haver estat campió juvenil britànic (British Youth Trials Champion), entre el 1977 i el 1979 va formar part de l'equip oficial de l'importador de Suzuki al Regne Unit, Beamish, on al llarg d'aquells anys va tenir per companys a Nigel Birkett, Malcolm Rathmell i John Reynolds. Més tard va competir amb Montesa, OSSA i Fantic.

## Palmarès al Campionat britànic de trial
Font:
| Any  | Motocicleta    | Posició |
| ---- | -------------- | ------- |
| 1977 | Suzuki         | 15è     |
| 1978 | Suzuki         | 12è     |
| 1979 | Suzuki         | 6è      |
| 1980 | Montesa        | 6è      |
| 1981 | Montesa        | 6è      |
| 1982 | OSSA           | ?       |
| 1983 | Montesa/Fantic | 8è      |